# Sredneoeralsk
Sredneoeralsk (Russisch: Среднеуральск) is een Russische stad onder jurisdictie van de stad Verchnjaja Pysjma op de oostelijke hellingen van de Centrale Oeral aan het Isetmeer op 25 kilometer ten noorden van Jekaterinenburg op 6 kilometer van het treinstation Sjoevakisj en 8 kilometer van Verchnjaja Pysjma.

## Geschiedenis
In het gebied rond Sredneoeralsk liggen ongeveer 30 archeologische monumenten waarvan de oudste teruggaan tot 8000 tot 10000 v.Chr. (Neolithicum) en de laatste stammen uit de Bronstijd.
De plaats werd officieel gesticht op 27 juni 1931 toen de elektriciteitscentrale van Srdeneoeralsk werd gebouwd. Op 10 juli 1932 kreeg het de status van werknederzetting. Op 17 februari 1966 kreeg Sredneoeralsk de status van stad onder districtsbestuur.

## Economie
De stad heeft fabrieken voor de productie van metaalconstructies en producten van gewapend beton. Er is ook een wijnmakerij en een pluimveeverwerkingsbedrijf. Het grootste bedrijf is echter de waterkrachtcentrale Sredneoeralskaja. Veel van de bovengenoemde bedrijven zijn hierdoor ontstaan. Bij de economische hervormingen van de jaren 90 daalde de productie sterk en ontstond onder andere een metallurgisch bedrijf.

## Geografie
De stad ligt op een hoogte van 252 tot 278 meter en in een zone met veel seismische activiteit. De dorpjes Koptjaki, Moerzinka en Kirpitsjny, waarvan de laatste twee grotendeels datsja-nederzettingen zijn.

## Demografie
| Ontwikkeling van het inwoneraantal |      |        |        |        |        |        |
| Jaar                               | 1939 | 1959   | 1970   | 1979   | 1989   | 2002   |
| Bevolking                          | 8800 | 13.100 | 16.600 | 17.600 | 18.800 | 19.600 |